# Francisco Manuel de los Cobos y Luna

Stemma dei marchesi di Camarasa

Francisco Manuel de los Cobos y Luna (6 ottobre 1546 – 1616) è stato un nobile spagnolo, II marchese de Camarasa, fu segretario di Stato dell'imperatore Carlo V.

## Biografia
Era figlio di Diego de los Cobos y Mendoza, I marchese de Camarasa, e di Francisca Luisa de Luna.

## Discendenza
Sposò Ana Félix de Guzmán de Ribera (1560-1612) ed ebbero tre figli:
- Diego de los Cobos Guzmán y Luna, III marchese di Camarasa, sposò Ana Centurión Córdoba
- Francisco de los Cobos Guzmán
- Pedro de los Cobos Guzmán.